# ORANGENOISE SHORTCUT
ORANGENOISE SHORTCUT（オレンジノイズ ショートカット）は、日本の音楽ユニット。

## 概要
杉本清隆がコナミ（現・コナミデジタルエンタテインメント）在籍時に同社の音楽ゲーム、『pop'n music』向けに制作した楽曲、「Homesick Pt. 2&3」の名義として「ORANGENOISE SHORTCUT」を使用したのが始まり。
コナミ退社後の2002年に杉本のソロユニットとして都内でライブ活動を始め、2005年にはサポートメンバーだったベースの杉田藤孝を正式メンバーに迎える。
いわゆるネオ渋谷系と呼ばれるジャンルに属し、音楽の作りこみ具合や完成度はpop'n musicファン・渋谷系ファンだけでなく、多くの音楽ファンに高い評価をされている。
しかし、メンバー全員が元々スタジオミュージシャンや他バンドのサポートメンバーとして活動していたことから、スケジュール調整が困難になったため、2008年1月に行われたライブをもって一旦活動を休止。
以後、杉本はROUND TABLE等のサポートやソロライブを中心に活動、杉田は調理師免許を取得し都内にてレストランを営んでいる。
今後は、メンバー相互の時間共有ができる時に活動を再開する予定。

## 再結成
これまでに2回、1日限定で再結成をしている。

### Softly!5周年記念イベント
2009年5月5日に行われた、所属レコード会社Softry!の創立5周年記念ライブ「Softly!5周年記念イベント〜始まりはNumber 5から〜」に於いて1日限定という名目で復活している。披露したのはクオンタイズとNumber5の2曲。

### 10周年でYeah！ ライブ活動10周年記念
2012年7月16日に渋谷eggmanにて行われた、杉本清隆の(ORANGENOISE SHORTCUTの)ライブ活動開始10周年記念ライブ、「Sugimotoman presents
「10周年でYeah！〜ライブ活動10周年記念〜」」にて1日限定再結成(シークレット扱い)。メンバーも最後期のベストメンバーである、杉本清隆(vo,key)、杉田藤孝(b)、山田はるひさ(gt)、中谷やすとし(ds)、松本典剛(tp)、斉藤友昭(tb)、吉見哉(cho,per)の7人が集結した。
披露したのはNumber5、Brassy、Frisbee、夕焼けシネマ、そしてアンコールでクオンタイズの5曲。

## メンバー
- 杉本清隆(Vo./Key./Ds./Perc.)
- 杉田藤孝(B.)

### サポートメンバー
- 山田はるひさ(G.)
- 山田幸冶(Ds/Perc.)
- 松本典剛(tp.)
- 斉藤友昭(tb.)
- 吉見哉(Cho.)

## ディスコグラフィー

### ORANGENOISE SHORTCUT名義の作品

#### シングル
1. Number 5 (2004.01.07) ASIN:B0009G3FOI
2. orangenoise shortcut/エイプリルズ(2005.01.12) ASIN:B0006OR40O 
The Aprilsとの共作。名義はORANGENOISE SHORTCUT/エイプリルズ。

#### アルバム
1. Pop Quiz Cider(2004.01.23) ASIN:B00016ZRFQ
2. Romantic Sky High (2004.07.07) ASIN:B0002FQNY0
3. Landscape (2005.02.09) ASIN:B000793DUS
4. Bubblelights (2006.3.22) ASIN:B000EMH68S
5. Hallelujah (2007.12.24)

### その他の名義、または提供作品

#### シングル
1. チェリ・ガール (2005/6/29) ASIN:B0009J8CRU
Sanaの作品。表題作、「チェリ・ガール」の作曲と編曲を担当している。

#### アルバム
1. Dear Chocolat Sienne (2005/12/14)ASIN:B000BX4BAG 
オムニバス作品。oui oui mon amiがorangenoise shortcut feat.Jasmineの名義で収録されている。